# Cal·limedó
Cal·limedó (Callimedon) de renom Κάραβος (el cranc) per l'afecte que tenia per aquests crustacis, fou un orador atenenc, defensor dels interessos macedonis. A la mort d'Alexandre el Gran (323 aC) es va refugiar amb Antípater quan la ciutat es va revoltar. Antípater en va restablir l'hegemonia macedònia i Cal·limedó va tornar a la ciutat, però va haver de fugir altre cop quan va esclatar la revolta contra Foció el 317 aC. Aquest darrer i els oradors Hegemó i Pitocles foren executats, i Cal·limedó condemnat a mort en absència.